# Јоркшир (Охајо)
Јоркшир (енгл. Yorkshire) град је у америчкој савезној држави Охајо.

## Демографија
По попису из 2010. године број становника је 96, што је 14 (-12,7%) становника мање него 2000. године.
| Група             | 2000.       | 2010.      |
| Белци             | 108 (98,2%) | 92 (95,8%) |
| Афроамериканци    | 1 (0,9%)    | 0 (0,0%)   |
| Азијати           | 0 (0,0%)    | 0 (0,0%)   |
| Хиспаноамериканци | 0 (0,0%)    | 0 (0,0%)   |
| Укупно            | 110         | 96         |